# A-8攻擊機
General Dynamics Model 100是一款於1960年代提出供美國空軍執行反叛亂的地面攻擊機。

## 發展
通用電氣於1966年設計出Model 100，以取代老舊的A-1攻擊機。Model 100最初採用直翼和T型尾翼以及渦輪螺旋槳，但後來的設計採用了傳統的尾翼設計。儘管Model 100被稱為 A-8A，但尚不清楚美國空軍是否曾正式指定該名稱給Model 100 。
Model 100最終被擱置，轉而支持A-10攻擊機的開發。